# ستادلر للسكك الحديدية
ستادلر للسكك الحديدية (بالإنجليزية: Stadler Rail) هي شركة سويسرية لتصنيع عربات السكك الحديدية، مع التركيز على وحدات القطارات والترام المتعددة الإقليمية. كما أنها تركز أيضًا على المنتجات المتخصصة، مثل كونها واحدة من آخر الشركات المصنعة الأوروبية لعربات السكك الحديدية. يقع المقر الرئيسي للشركة في بوسنانغ، سويسرا.
تتكون الشركة من تسع شركات تابعة لها مواقع في الجزائر وألمانيا وإيطاليا وهولندا والنمسا وبولندا وسويسرا وإسبانيا وجمهورية التشيك والمجر وبيلاروسيا والولايات المتحدة، ومشاريع مشتركة قادمة مع إنكا في إندونيسيا ميدها سيرفو درايفز في الهند. وظفت شركة ستادلر للسكك الحديدية ما يقرب من 6,100 موظف بحلول عام 2012، بما في ذلك 2,750 في سويسرا، و1,200 في ألمانيا، و1,000 في بيلاروسيا، و400 في المجر، و400 في بولندا. وبحلول عام 2017، ارتفع هذا العدد إلى 7000 موظف.